# Jezus (film 1999)
Jezus (ang. Jesus, wł. Gesù, czes. Biblické příběhy: Ježíš, niem. Die Bibel – Jesus) − amerykańsko-czesko-włosko-niemiecki film religijny z 1999 roku w reżyserii Rogera Younga, opowiadający historię Jezusa Chrystusa. Sceny do filmu były kręcone w Maroku (w Ouarzazate) i na Malcie. W głównych rolach występują Jeremy Sisto, Jacqueline Bisset, Debra Messing i Gary Oldman.
Film wyróżnia się ze względu na przedstawianie bardziej ludzkiego oblicza Jezusa Chrystusa, co kontrastuje z patetycznym ukazaniem Jezusa we wcześniejszych filmach. Jezus między innymi płacze na pogrzebie Józefa, rzuca kamieniami do Jeziora Galilejskiego podczas pierwszego spotkania z Szymonem Piotrem i Jakuba, tańczy na weselu w Kanie Galilejskiej, czy chlapie uczniów wodą ze studni.
Szatan jest przedstawiony głównie jako mężczyzna w nowoczesnym stroju. Podczas kuszenia ukazuje Jezusowi obrazy, w których widać wojny i zniszczenia toczone w Jego imieniu.
W filmie pojawia się postać Rzymianina imieniem Liwiusz, który obserwuje i komentuje rozwój wydarzeń. Inspiracją dla wprowadzenia tej postaci był prawdopodobnie Tytus Liwiusz.
W filmie wykorzystano utwory I Believe In You LeAnn Rimes oraz Pie Jesu Sarah Brightman i Paula Milesa-Kingstona.

## Fabuła

### Część I
W 31 roku Judea jest częścią prowincji Cesarstwa Rzymskiego. Jej rodowici mieszkańcy, Żydzi, coraz bardziej odczuwają skutki rzymskiej okupacji i tracą wiarę w swego Boga. Jeden z nich, Jezus, syn nazareńskiego cieśli Józefa i Marii, udaje się z ojcem do Betanii by przeprowadzić remont u Łazarza. Jego siostra, Maria, liczy że w przyszłości zostanie żoną Jezusa. Tymczasem nowym cesarskim gubernatorem Judei zostaje Rzymianin Poncjusz Piłat, darzący Żydów niechęcią, zwłaszcza judejską radę religijną Sanhedryn i tetrarchę Heroda Antypasa. Wita go mieszkający tu Rzymianin Liwiusz wysłany przez cesarza Augusta jako historyk i szpieg. Po powrocie do Nazaretu Józef i Jezus odkrywają, że ich dom nawiedził bezwzględny żydowski poborca podatkowy Lewi, pracujący dla Cesarstwa.
Rozsierdzony Józef pyta się Jezusa, kiedy nastąpi kres cierpień Żydów. Bowiem w rzeczywistości jest on ojczymem Jezusa, a jego prawdziwym ojcem jest Bóg, który zesłał go w łonie Marii jako mesjasza mającego uwolnić świat od zła. Jezus nie wie, kiedy otrzyma znak rozpoczęcia działalności, co martwi Józefa zmęczonego rzymskim terrorem. Maria mówi synowi, żeby robił to, co podpowiada mu serca. Niespodziewanie Józef umiera. Na jego pogrzebie Jezus ma żal do Boga, że odebrał Józefa, którego traktował jak prawdziwego ojca, w najbardziej nieodpowiednim momencie. Mimo wątpliwości, Jezus decyduje na głoszenie słowa Bożego. Mijając Betanię informuje Marię , że musi rozpocząć nowy etap życia i nie ma w miejsca na Marię, czym zraża do siebie ją i resztę jej rodzeństwa.
Jezus udaje się nad brzeg Jordanu, gdzie jego kuzyn, prorok Jan Chrzciciel, prawi kazania. Obaj wspominają dzieciństwo, kiedy 12-letni Jezus zaczął rozmawiać na równi z kapłanami. Jan na prośbę kuzyna chrzci go. Wędrującemu po pustyni Jezusowi objawia się Szatan, w postaci kobiety w czerwieni, proszący go o odrzucenie swej boskości. Gdy to się nie udaje, Szatan nabiera postać mężczyzny z XX wieku i poddaje Jezusa kolejnym próbom. Mimo trudności, ostatecznie Jezusowi udaje się przezwyciężyć pokusę Szatana, który zapowiada, że to nie koniec.
Na powracającego do domu Jezusa czekają dwaj młodzi rybacy, Jan i Andrzej, widzący w nim mesjasza. Maria pokazuje synowi dary, które przekazali zagraniczni królowie podczas jego narodzin w Betlejem uważając, że była to wola Boga. Jezus udaje się z matką i rybakami na wesele jego kuzyna Beniamina, gdzie cudownie przemienia wodę w wino. Jan i Andrzej przekonują swych braci Jakuba i Szymona, że Jezus to mesjasz. Szymon otrzymuje od Jezusa imię Piotr. Tymczasem Jan Chrzciciel widząc orszak Heroda, prosi go by okazał skruchę za grzechy w poślubieniu swojej bratowej Herodiady. Urażona Herodiada nakazuje aresztować proroka mimo niechęci Heroda uważającego go za jednego z nieszkodliwych kaznodziejów.
Wieści o przemianie wody w wino się rozchodzą i sceptyk Tomasz podąża za Jezusem, gdy ten dokonał kolejnego cudu uzdrawiając kalekę. W Kariot Jezus stara powstrzymać się zelotów przed zabiciem Lewiego i Rzymian mówiąc, że mimo przelewania krwi, Żydzi wciąż nie są wyzwoleni. Jeden z zelotów, Barabasz, uważa Jezusa za kolejnego samozwańczego mesjasza, która napełnia lud pustymi rękoma. Lewi rozumujący swe błędy dołącza do Jezusa, który daje mu imię Mateusz. Podobnie to czyni miejscowy, Judasz. Na dworze Heroda, w trakcie jednej z uczt jego pasierbica, Salome, z polecenia Herodiady prosi go o głowę Jana Chrzciciela na tacy. Mimo to Jan Chrzciciel nie obawia się śmierci.
W Jerozolimie prostytutka Maria Magdalena jest świadkiem jak przewodniczący Sanhedrynu, Kajfasz, chcący udowodnić, że Jezus jest szarlatanem, wystawia go na próbę. Przyprowadza do niego kobietę złapaną na cudzołóstwie, za co zgodnie z prawem Mojżesza grozi ukamieniowanie. Jezus mówi zgromadzonym, żeby rzucił kamieniem ten, kto jest bez grzechu. Zgromadzeni odstępują od egzekucji, pozostawiając Jezusa samego z kobietą, który zgodnie z prawem Mojżesza nie potępia jej i pozwala odejść z obietnicą, by więcej nie grzeszyła. Widząc uczynienie Świątyni Jerozolimskiej z targowiska oskarża Sanhedryn o sprzeniewierzenie się Bogu i większą troskę o cesarza, więc z uczniami wypędza handlarzy. Świadkiem tego jest Liwiusz i o wszystkim informuje Piłata.

### Część II
Jezus jest w żałobie po straconym Janie Chrzcicielu. Zdobywa coraz większej popularności i zyskuje uczniów w postaci Filipa, Bartłomieja, Jakuba, syna Alfeusza, Tadeusza i Szymona Kananejczyka. Także Maria Magdalena zaczyna się interesować naukami Jezusa i w rozmowie z jego matką zwierza się ze swoich refleksji. Jezus wyznacza swych uczniów, by głosili w jego imieniu słowo boże i daje część swej mocy. Mianuje ich apostołami. Liwiusz informuje Heroda o tłumach wiernych Jezusa. Herod podejrzewa, że Jezus to zmartwychwstały Jan Chrzciciel chcący zemsty. Także wśród narodów nie-żydowskich Jezus zyskuje wyznawców. Maria Magdalena obawia się reakcji Jezusa ze względu na dawną przeszłość, jednak ten stwierdza że już dawno z nią zerwała.
Jezus dowiaduje się od posłańca, że Łazarz umiera. Jezus odmawia udania się do Betanii, czym zraża do siebie Judasza mającego większe wątpliwości co do jego nauk. Gdy apostołowie docierają do Betanii, Łazarz już nie żyje od czterech dni. Jezus go publicznie wskrzesza w imieniu Boga. Jednym z świadków był członek sanhedrynu, Józef z Arymatei, który o wszystkim informuje Kajfasza. Ten jednak uważa, że wskrzeszenie zostało sfingowane, a Jezus to fałszywy mesjasz, który sprowadzi gniew Rzymian.
W dwa dni przed Paschą Jezus triumfalnie wjeżdża do Jerozolimy, obwoływany królem. Liwiusz prosi Piłata o aresztowanie Jezusa w obawie o kolejną rewoltę w Judei. Piłat wie, że skazując Jezusa, sprowadzi na siebie zamieszki i po nim przyjdzie kolejny samozwańczy mesjasz, więc sugeruje wyręczenie się Żydami. Judasz mówi Jezusowi o czekającej w górach armii zelotów i prosi, by rozkazał rozpocząć powstanie wyzwoleńcze. Jezus oznajmia jednak, że nie zamierzał nigdy przewodzić krwawej rewolucji i zbawi świat do grzechu inną drogą. Także oznajmia, że w święto Paschy, zgodnie z wolą Boga, zginie, czym szokuje wszystkich.
Kiedy Rzymianie zabijają awanturujących się Żydów w Świątyni Jerozolimskiej, Kajfasz jest zdania, że to wina Jezusa, który atakiem na handlarzy zainicjował przyzwolenie na agresję. Zamierza zabić Jezusa, uważając że w przeciwnym wywołana przez niego rewolucja zostanie zdławiona przez cesarza i zwiększą się represje wobec Żydów. Nocą Jezus zasiada z uczniami do wieczerzy, na której zapowiada zdradę jednego z nich, ale zapewnia o swym zmartwychwstaniu. Sądząc, że jego nauczyciel nie jest mesjaszem, Judasz decyduje go wydać władzom rzymskim. Piotr zapewnia o swej wierności Jezusowi, lecz ten powiada mu, że Piotr trzy razy się go wyprze.
Nocą w Getsemani Jezus mówi Bogu o swych obawach, iż nie podoła wyznaczonej misji. Ponownie zjawia się Szatan mówiący o grozie ukrzyżowania, a następnie pokazujący przyszłe wojny i okrucieństwa czynione w imieniu Jezusa. W odpowiedzi Jezus mówi, że Bóg jako dowód swej miłości dał ludziom wolną wolę i w końcu decyduje się na swe przeznaczenie. Przybywa Judasz z oddziałem zbrojnym i wydaje im Jezusa. Kajfasz pod zarzutem bluźnierstwa, prowadzi Jezusa do Piłata, jako że tylko on jest upoważniony skazania go na karę śmierci. Choć Piłat uważa jedynie Jezusa za szaleńca, podobnie Herod, ale i tak zamierza skazać go na śmierć, dając Żydom ułudę autonomii. Korzystając ze zwyczaju paschalnego pozwalającego Żydom uwolnić jednego więźnia, Piłat daje do wyboru Barabasza oraz Jezusa. Podburzany przez Rzymian tłum żąda uwolnienia Barabasza, który uznaje Jezusa za mesjasza po tym jak zebrał armię gotową zająć Jerozolimę bez rozlewu krwi.
Piłat umywa ręce od odpowiedzialności i skazuje Jezusa na śmierć przez ukrzyżowanie. Piotr oskarża o zdradę Judasza, który sądził że pod batem Jezus zechce pożądanej rewolucji. Judasz zarzuca Piotrowi, że ten faktycznie się wyparł Jezusa. Widząc, że Jezus daje się zabić, popełnia samobójstwo przez powieszenie się. Jezus zmuszony jest nieść krzyż o ramionach na Golgotę, gdzie zostaje ukrzyżowany. Trzy dni po śmierci Jezusa, Maria Magdalena zastaje jego grób pusty. Okazuje się, że Jezus zmartwychwstał. Tego samego dnia Jezus odwiedza matkę i Apostołów mówiąc im, aby głosili jego przesłanie światu i będzie z ludźmi aż do skończenia świata. Mijają wieki, a Jezus nadal żyje w czasach współczesnych pod postacią człowieka uwielbianego przez dzieci i młodzież.

## Obsada
- Jeremy Sisto – Jezus
  - Miles C. Hobson – 6-letni Jezus
  - Josh Maguire – 12-letni Jezus
- Jacqueline Bisset – Maria
- Jeroen Krabbé – Szatan w postaci męskiej
- Manuela Ruggeri – Szatan w postaci żeńskiej
- Gary Oldman – Poncjusz Piłat
- Armin Mueller-Stahl – Józef
- G.W. Bailey – Liwiusz
- Luca Barbareschi – Herod Antypas
- Elena Sofia Ricci – Herodiada
- Christian Kohlund – Kajfasz
- Luca Zingaretti – Szymon Piotr
- Thomas Lockyer – Judasz Iskariota
- Ian Duncan – Jan
- Gilly Gilchrist – Andrzej
- Sean Harris – Tomasz
- Fabio Sartor – Jakub, syn Zebedeusza
- Sebastian Knapp – Lewi Mateusz
- Debra Messing – Maria Magdalena
- David O’Hara – Jan Chrzciciel
  - Zack Maguire – 12-letni Jan Chrzciciel
- Peter Gevisser – Łazarz
- Maria Cristina Heller – Marta
- Stefania Rocca – Maria z Betanii
- Karim Doukkali – Filip
- Mohammed Taleb – Bartłomiej
- Abedelouhahad Mouaddine – Jakub, syn Alfeusza
- Said Bey – Tadeusz
- El Housseine Dejjiti – Szymon Kananejczyk
- Claudio Amendola – Barabasz
- Gabriella Pession – Salome
- Omar Lahlou – Natanael
- Roger Hammond – Józef z Arymatei